# Vasile Hossu
Vasile Hossu (* 17. Mai 1919 in Carei (deutsch: Groß-Karol), Kreis Satu Mare, Rumänien; † 18. Juni 1997 in Oradea (deutsch: Großwardein)) war Bischof von Oradea Mare (Großwardein) der Rumänischen griechisch-katholischen Kirche.

## Leben
Vasile Hossu, der Sohn des Postbeamten Gheorghe Hossu und dessen Frau Iuliana, besuchte die Grundschule seines Heimatorts. 1927 übersiedelte die Familie wegen berufsbedingter Versetzung des Vaters nach Oradea. Er besuchte das Gymnasium und nach dem Abitur 1939 begann er das Studium der Theologie. Am 4. Februar 1945 empfing er durch Weihbischof Ioan Suciu die Priesterweihe und entschloss sich, zölibatär zu leben. Nach dem Verbot der Rumänischen griechisch-katholischen Kirche durch die Kommunisten wurde er 1948 Hilfslehrer an einer kleinen Dorfschule. Er nahm an geheimen Treffen von Kirchenmännern teil und wurde dafür 1952 verhaftet. Er wurde sechs Monate in den Kellern der Staatssicherheit in Oradea verhört, angeklagt und zu zehn Jahren Haft wegen Spionage und geheimer Aktivitäten verurteilt. Nach zwei Jahren vorzeitig entlassen, arbeitete er als Lehrer in Traniș, Kreis Sălaj. In seinem kleinen Privathaus hielt er im Geheimen Messen, Taufen, Trauungen. In Anwesenheit des Bischofs Iuliu Hirțea fanden sogar Priesterweihen statt. Nach seiner Pensionierung ging er nach Oradea zurück.
Am 3. März 1990 ernannte ihn Papst Johannes Paul II. zum Bischof von Oradea (Großwardein). Die Bischofsweihe spendete ihm am 27. Mai 1990 Alexandru Todea, der Erzbischof von Făgăraș und Alba Iulia, Mitkonsekratoren waren Ioan Ploscaru, der Bischof von Lugoj, und Guido Del Mestri, der Apostolische Nuntius in Deutschland.
Mit 78 Jahren starb Bischof Vasile Hossu am 18. Juni 1997. Sein Leichnam wurde im Hof der Franziskanerkirche beigesetzt. Vertreter der Orthodoxen Kirche waren mit einer Beisetzung in der Krypta der St. Nikolaus-Kathedrale nicht einverstanden. Zum 10. Todestag und zum Bistumsjubiläum (1777–2007) des Rumänisch griechisch-katholischen Bistums Oradea (Großwardein) am 13. Mai 2007 wurden die sterblichen Überreste in die St. Nikolaus-Kathedrale überführt. Mit ihm zusammen wurden auch die sterblichen Überreste von Bischof Iuliu Hirțea in die St. Nikolaus-Kathedrale überführt.